# 8. etape af Tour de France 2013
Ottende etape af Tour de France 2013 er en 194 km lang bjergetape. Den bliver kørt lørdag den 6. juli fra Castres til skisportsstedet Ax 3 Domaines i Pyrenæerne. Det er årets første bjergetape.
Det er fjerde gang at Ax 3 Domaines enten er start- eller målby for en etape i Tour de France, i mens det bliver Castres femte gang som vært for løbet.